# Bertil Norén (företagsledare)
Anders Bertil Norén, född 28 december 1902 i Ryda socken, död 24 februari 1972 i Djursholm, var en svensk företagsledare.
Bertil Norén var son till lantbrukaren Anders Rudolf Norén. Efter avgångsexamen från Örebro tekniska gymnasium 1924 blev han elev vid Kungliga Tekniska högskolan och avlade avgångsexamen vid dess fackavdelning för väg- och vattenbyggnadsteknik 1928. Norén arbetade därefter som konstruktör vid Ribbings ingenjörsbyrå 1929 och som ingenjör vid Vattenfallsstyrelsens kraftverksbyggnad i Sillre. 1934 blev han ingenjör vid Statens vattenfallsverks byggnadstekniska avdelning i Porjus, blev 1936 biträdande och senare ordinarie avdelningsingenjör och tillförordnad arbetschef samt 1937 förste avdelningsingenjör där. 1939 blev Norén platschef vid bygget av Grönsta kraftstation utanför Torpshammar, 1942 chef för flygförvaltningens byggnadsavdelning, 1944 vid Bolidens gruvaktiebolag, vice VD 1956 och VD där 1959, från 1969 var han även styrelseordförande. 
Han var även ledamot av styrelsen för Skellefteälvens regleringsförening från 1960, ledamot av styrelsen för AB Elementhus 1958-1964, ledamot av styrelsen för Sveriges teknisk-industriella skiljedomsinstitut från 1958 ledamot av styrelsen för Sveriges industriförbund från 1958, ledamot av styrelsen för Nordisk mineselskab från 1959, ledamot av styrelsen för AB Sentab 1959-1966 och ledamot av styrelsen för Ångpanneföreningen 1960-1964, ledamot av Kungliga Ingenjörsvetenskapsakademiens industriella råd från 1960, ledamot av Personaladministrativa rådet från 1960, ordförande i SAF:s allmänna grupp 1961-1968 och ledamot av SAF:s styrelse från 1961. Därtill var Norén från 1962 ledamot av styrelsen för Arctic Mining Company från 1962, vice ordförande i styrelsen för Reymersholms gamla industriaktiebolag 1963-1966, ledamot av styrelsen för Svenska superfosfat försäljnings AB från 1963, ledamot av styrelsen för AB Förenade fosfatfabriker från 1963, ledamot av styrelsen för Skandinaviska Banken från 1963, ledamot av styrelsen för NPK Engrais från 1963, ledamot av styrelsen för AB Energikonsult 1964-1966, ledamot av styrelsen för Boliden-France från 1965, ledamot av styrelsen för SIAB från 1967, ledamot av styrelsen för Skellefteälvens regleringsföretag från 1967, ledamot av styrelsen för AB Skandia transport från 1967 och i styrelsen för Wargöns AB.
Bertil Norén blev 1964 ledamot av Lantbruksakademien och 1967 av Ingenjörsvetenskapsakademien.